# Hugo Wittmann (Schriftsteller)
Hugo Wittmann (* 16. Oktober 1839 in Ulm; † 6. Februar 1923 in Wien) war ein deutsch-österreichischer Schriftsteller und Operettenautor.

## Leben

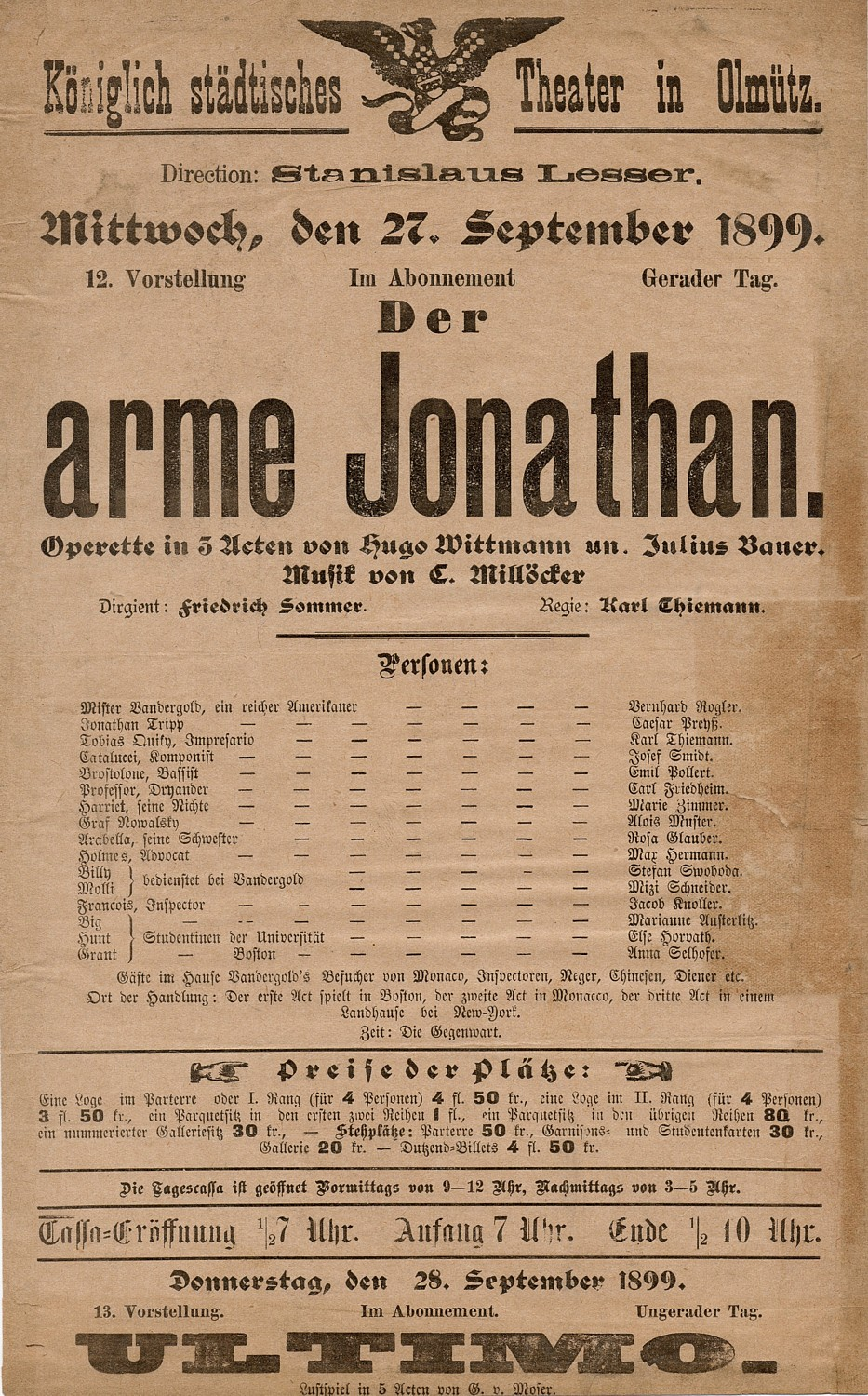
Theaterzettel Der arme Jonathan, Städtisches Theater Olmütz von 1899

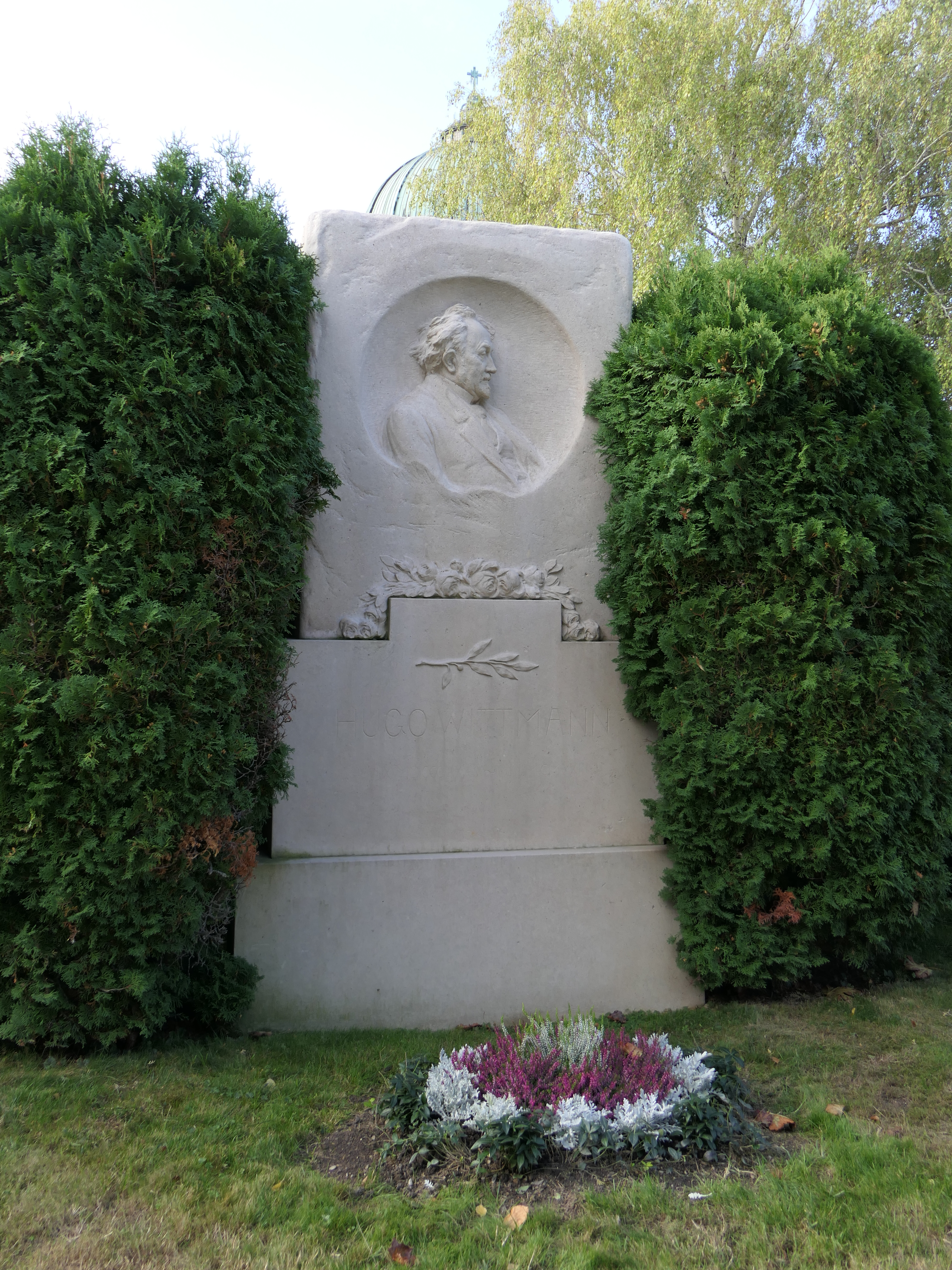
Grabstätte von Hugo Wittmann

Wittmann wurde als Kind des Reallehrers Johann Christoph Wittmann und seiner Ehefrau Maria Rebekka Hormuth in Ulm geboren. Die Familie hatte ihre Wurzeln in Blaubeuren und Biberach an der Riß. Gemeinsam mit seiner jüngeren Schwester Maria Clara wanderte er nach Wien aus und widmete sich der Musik und den großen Komponisten. Maria Clara heiratete in Wien Volkmar Leisching, einen Kaufmann und Spross einer weit verzweigten Familie mit thüringischen Wurzeln. Hugo Wittmann fing an, als Autor tätig zu werden und Opern zu schreiben. Gemeinsam mit Julius Bauer und Carl Millöcker entstanden in Wien die Stücke Der Feldprediger (1885), Der Hofnarr (1886), Die Sieben Schwaben (1887), Der arme Jonathan (1890) und Das Nordlicht (1896). Mit Julius Bauer schrieb er das Libretto für Johann Strauss’ Operette Fürstin Ninetta.
Als Mitarbeiter der Neuen Freien Presse kam er mit Theodor Herzl in Kontakt und trat in regelmäßigen Briefwechsel mit ihm. In seinem Austausch nannte er ihn nicht nur einen Mitarbeiter, sondern auch Verehrter Collega und Freund. Mit ihm entstand das in einem Ort namens Hirschgarten am Rhein spielende Stück Die Dame in Schwarz, das im Februar 1890 uraufgeführt wurde. Im Oktober 1891 verhalf Wittmann seinem Kollegen Herzl zu einer Anstellung als Korrespondent in Paris und blieb weiterhin in Kontakt mit ihm.
Er wurde auf dem Wiener Zentralfriedhof in einem Ehrengrab der Stadt Wien (Gruppe 32C, Nummer 3) beerdigt.

## Bühnenwerke
| Titel               | Gattung   | Akte   | Libretto                                                                             | Uraufführung      | Ort, Theater              |
| ------------------- | --------- | ------ | ------------------------------------------------------------------------------------ | ----------------- | ------------------------- |
| Der Feldprediger    | Operette  | 3 Akte | Hugo Wittmann und Alois Wohlmuth, nach Das seltsame Brautgemach von Gustav Schilling | 31. Oktober 1884  | Wien, Theater an der Wien |
| Der Hofnarr         | Operette  | 3 Akte | Hugo Wittmann und Julius Bauer                                                       | 1886              | Wien                      |
| Die sieben Schwaben | Volksoper | 3 Akte | Hugo Wittmann und Julius Bauer                                                       | 29. Oktober 1887  | Wien, Theater an der Wien |
| Der Liebeshof       | Operette  | 3 Akte | Hugo Wittmann und Oscar Blumenthal                                                   | 1888              | Wien                      |
| Der arme Jonathan   | Operette  | 3 Akte | Hugo Wittmann und Julius Bauer                                                       | 4. Jänner 1890    | Wien, Theater an der Wien |
| Die Dame in Schwarz | Lustspiel | 4 Akte | Hugo Wittmann und Theodor Herzl                                                      | 6. Februar 1890   | Wien                      |
| General Gogo        | Operette  | 3 Akte | Hugo Wittmann und Gustav Davis                                                       | 1896              | Wien                      |
| Das Nordlicht       | Operette  | 3 Akte | Hugo Wittmann                                                                        | 22. Dezember 1896 | Wien, Theater an der Wien |